# Диденсхаузен
Диденсхаузен (нем. Diedenshausen) — поселение сельского типа в составе города Бад-Берлебург в районе Зиген-Виттгенштайн (земля Северный Рейн-Вестфалия, Германия). Населённый пункт был включён в состав Бад-Берлебурга после реформы местного самоуправления 1975 года.

## География

### Положение
Диденсхаузен находится примерно в девяти километрах к востоку от Бад-Берлебурга. Поселение расположено на высотах от 460 до 650 метров над уровнем моря, а окружающие горы имеют высоту до 674 метров. На северо-западе простирается горный массив Ротхаргебирге. Ручей Эльзофф протекает через деревню и образует границу с землёй Гессен. За ним находится поселок Зайбельсбах, принадлежащий муниципалитету Аллендорф (Эдер). Таким образом, Диденсхаузен является разделённым поселением.

### Соседние населённые пункты
Диденсхаузен связан с Бад-Берлебургом на западе и Вундертхаузеном на севере дорогой земельного значения  L 717. По этой же дороге через дорогу районного значения К 40 можно попасть в соседнее поселение Христианзекк. Другая земельная дорога L 877 ведёт на юго-восток в Алертсхаузен.

## История
Поселение впервые упоминается в 1194 году как Дитеннисхузен в показаниях рыцаря Годеберта фон Диденсхаузена.
Рыцарский род фон Диденсхаузенов вымер около 1400 года. В результате населённый пункт, как и многие другие, находившиеся в их собственности, пришёл в запустение и стал нежилым. Около 1500 года дворянская семья Дерш заново заселила деревню.
Диденсхаузен является приграничной деревней с 1532 года. Эльзофф образует естественную границу между графством Витгенштейн и Гессеном, а затем между королевством Пруссия и Великим герцогством Гессен. После Второй мировой войны здесь также проходила демаркационная линия между британской и американской оккупационными зонами.
В 1563 году в Доме Шульца родился учёный-правовед Иоганн Альтузий.
В результате чумы 1568 года скончалось 20 жителей поселения (около трети всех жителей). 21 сентября 1632 года деревня полностью сгорела.

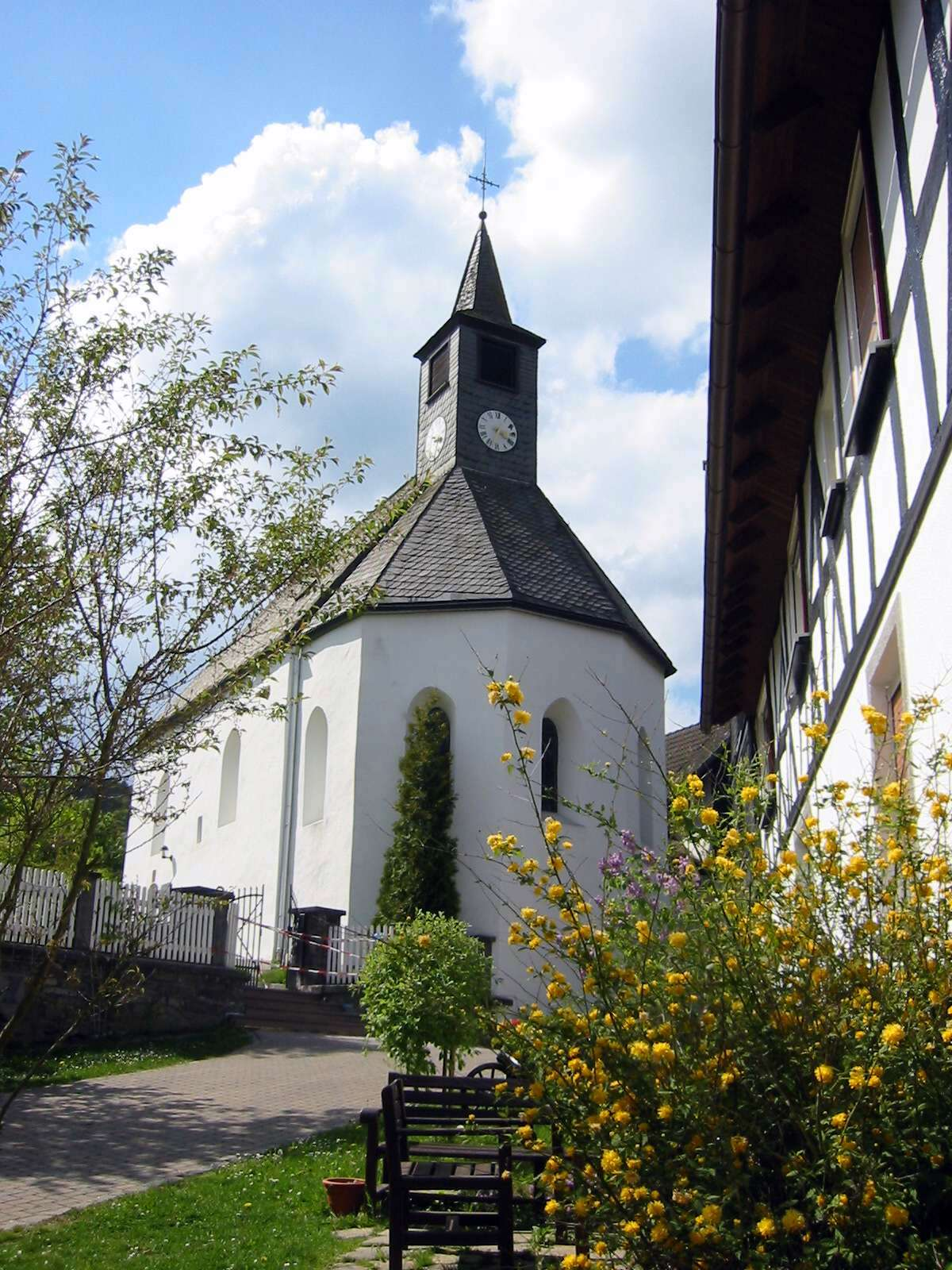
Обновлённая церковь Диденсхаузена

В 1724 году Даниэль Вомельсдорф (* 1703, Диденсхаузен, Шмитте-Хаус; † 1758, Пенсильвания) был первым жителем Диденсхаузена, эмигрировавшим в Америку. Его сын, Джон Вомельсдорф, основал населённый пункт Вомельсдорф в этом американском штате.
В 1918–1919 гг. испанский грипп привёл к многочисленным жертвам в Диденсхаузене и Эльзоффтале. Эльзоффталь стал одним из наиболее пострадавших районов административного округа Арнсберг.
Приходская евангелическая церковь сгорела 28 июня 1973 года, но к Страстной пятнице 1974 года была восстановлена при активном участии населения.
В 1994 году население отпраздновало 800-летие Диденсхаузена. В 1998 году Диденсхаузен был награждён золотой медалью национального конкурса «Наша деревня должна стать красивее, у нашей деревни есть будущее». В этом конкурсе Диденхаузен принимал участие постоянно с 1977 года. 7 марта 1999 года быдо торжественно открыто здание местного краеведческого сообщества. Здесь хранятся документы истории села и его семей. К 2011 году было показано 34 меняющихся специальных выставки.

### Динамика численности населения
- 1961: 348 жителей[2]
- 1970: 348 жителей[2]
- 1974: 332 жителя[7]
- 2011: 375 жителей
- 2021: 286 жителей[8]
- 2023: 280 жителей[1]

## Политика

### Герб
Гербом деревни является герб дворян Диденсхаузенов: черный вольфсангель на золотом фоне, с тремя золотыми листьями клевера.